# 唐右楨
唐右桢（？—？）字咏南，湖南武陵（今常德）人。清末官员。

## 生平
光緒十五年二甲一百二十六名进士。同年五月，改翰林院庶吉士。散馆改广西融县知县。